# Агілар (Колорадо)
Агілар (англ. Aguilar) — місто (англ. town) в США, в окрузі Лас-Анімас штату Колорадо. Населення — 456 осіб (2020).

## Географія
Агілар розташований за координатами 37°24′13″ пн. ш. 104°39′18″ зх. д. / 37.40361° пн. ш. 104.65500° зх. д. (37.403626, -104.655036).  За даними Бюро перепису населення США в 2010 році місто мало площу 1,02 км², уся площа — суходіл.

### Клімат
| Клімат : Агілар       | Клімат : Агілар | Клімат : Агілар | Клімат : Агілар | Клімат : Агілар | Клімат : Агілар | Клімат : Агілар | Клімат : Агілар | Клімат : Агілар | Клімат : Агілар | Клімат : Агілар | Клімат : Агілар | Клімат : Агілар | Клімат : Агілар |
| Показник              | Січ.            | Лют.            | Бер.            | Квіт.           | Трав.           | Черв.           | Лип.            | Серп.           | Вер.            | Жовт.           | Лист.           | Груд.           | Рік             |
| Середній максимум, °C | 3,4             | 6,6             | 10,9            | 15,8            | 21,1            | 27,7            | 31,5            | 30,4            | 25,6            | 18,7            | 9,6             | 4,7             | 17,2            |
| Середній мінімум, °C  | −11,2           | −8,3            | −4,6            | −0,2            | 5,4             | 10,6            | 13,7            | 12,8            | 7,6             | 0,8             | −5,7            | −10,2           | 0,9             |
| Норма опадів, мм      | 15              | 18              | 43              | 53              | 66              | 46              | 69              | 79              | 41              | 25              | 25              | 18              | 498             |
| --------------------- | --------------- | --------------- | --------------- | --------------- | --------------- | --------------- | --------------- | --------------- | --------------- | --------------- | --------------- | --------------- | --------------- |
| Джерело: Weatherbase  |                 |                 |                 |                 |                 |                 |                 |                 |                 |                 |                 |                 |                 |

## Демографія
Згідно з переписом 2010 року, у місті мешкало 538 осіб у 233 домогосподарствах у складі 145 родин. Густота населення становила 529 осіб/км².  Було 290 помешкань (285/км²).
Расовий склад населення:
| - 80,3 % — білих - 4,6 % — корінних американців - 0,2 % — чорних або афроамериканців - 11,2 % — осіб інших рас |

До двох чи більше рас належало 3,7 %. Частка іспаномовних становила 46,1 % від усіх жителів.
За віковим діапазоном населення розподілялося таким чином: 21,2 % — особи молодші 18 років, 55,2 % — особи у віці 18—64 років, 23,6 % — особи у віці 65 років та старші. Медіана віку мешканця становила 47,9 року. На 100 осіб жіночої статі у місті припадало 92,1 чоловіків;  на 100 жінок у віці від 18 років та старших — 96,3 чоловіків також старших 18 років.
Середній дохід на одне домашнє господарство  становив 50 307 доларів США (медіана — 36 701), а середній дохід на одну сім'ю — 62 505 доларів (медіана — 52 639). За межею бідності перебувало 14,8 % осіб, у тому числі 16,8 % дітей у віці до 18 років та 8,2 % осіб у віці 65 років та старших.
Цивільне працевлаштоване населення становило 231 осіб. Основні галузі зайнятості: освіта, охорона здоров'я та соціальна допомога — 20,8 %, транспорт — 14,7 %, роздрібна торгівля — 14,7 %.